# The Matrix (club)
Il Matrix fu un locale notturno di San Francisco attivo dal 1965 al 1972, considerato uno dei luoghi chiave nello sviluppo di quello che sarebbe stato definito a posteriori il "Sound di San Francisco" nella musica rock. Situato al numero 3138 di Fillmore Street, il Matrix aprì i battenti il 13 agosto 1965 ospitando un concerto dei Jefferson Airplane, che il cantante Marty Balin aveva da poco formato come "house band" del club. Marty era riuscito a convincere altri tre soci a mettere insieme 3,000 dollari per finanziare l'apertura del The Matrix, dando loro il 75% della proprietà del locale.
Il Matrix era inoltre uno dei locali preferiti dal giornalista e scrittore Hunter S. Thompson sul finire degli anni sessanta, e viene anche menzionato brevemente nel suo libro Paura e disgusto a Las Vegas. Durante questo periodo, Thompson scriveva sulla rivista Rolling Stone, fondata a San Francisco nel 1967.

## Musica
Il Matrix fu un importante luogo nel corso degli anni formativi della scena rock di San Francisco, ospitando esibizioni non solo di gruppi rock, ma anche di svariati artisti blues e, occasionalmente, jazz. Oltre ai già citati Jefferson Airplane, tra i numerosi artisti esibitisi nel locale figurano:
- Big Brother and the Holding Company
- Blackburn & Snow
- The Blues Project
- Boz Scaggs
- Paul Butterfield Blues Band
- The Chambers Brothers
- The Charlatans
- Charlie Musselwhite
- Commander Cody and his Lost Planet Airmen
- Congress of Wonders
- Country Joe and the Fish
- Dan Hicks
- The Doors
- Electric Flag
- Elvin Bishop Band
- Flamin' Groovies
- Grateful Dead
- The Great Society
- Harvey Mandel[3]
- Hot Tuna
- Howlin' Wolf
- It's a Beautiful Day
- Jerry Garcia & Friends (alias Jerry Garcia Band)
- John Lee Hooker
- Johnny Winter
- Lightnin' Hopkins
- Mad River
- Marvin Gardens (8-9 novembre 1968)[4]
- Mickey & the Hartbeats (band sussidiaria dei Grateful Dead costituita da Mickey Hart, Jerry Garcia, Phil Lesh, e Bill Kreutzman)
- Moby Grape
- The New Age
- New Riders of the Purple Sage
- The Only Alternative and His Other Possibilities
- Otis Rush
- Quicksilver Messenger Service
- Ramblin' Jack Elliott
- Rosalie Sorrels
- Sandy Bull
- Santana
- Siegel-Schwall Band
- Sonny Terry & Brownie McGhee
- Sopwith Camel
- Status Quo
- Steel Mill (con Bruce Springsteen)
- The Sparrow (poco prima di cambiare nome in Steppenwolf)
- Steve Miller Blues Band (con Boz Scaggs)
- T-Bone Walker
- Taj Mahal
- The Tubes
- The Velvet Underground
- Vince Guaraldi
- The Wailers

## Album dal vivo registrati al The Matrix
| album                                       | artista                           | Etichetta                                                 | Pubblicazione | Data    | Formato    |
| ------------------------------------------- | --------------------------------- | --------------------------------------------------------- | ------------- | ------- | ---------- |
| Conspicuous Only in Its Absence             | The Great Society                 | Columbia Records (9624)                                   | 1968          | 1966    | LP         |
| How It Was                                  | The Great Society                 | Columbia Records (9702)                                   | 1968          | 1966    | LP         |
| Early Steppenwolf                           | Steppenwolf                       | ABC Dunhill (DS-50060)                                    | 1969          | 1967    | LP         |
| Collector's Item                            | The Great Society                 | Legacy Recordings/Sony BMG                                | 1971          | 1966    | 2-LP       |
| 1969: Velvet Underground Live with Lou Reed | The Velvet Underground            | Mercury Records                                           | 1974          | 1969    | LP, CD     |
| Cheaper Thrills                             | Big Brother & the Holding Company | Edsel,UK (ED135,EDCD135)                                  | 1984          | 1966-67 | LP, CD     |
| Live At The Matrix                          | The Great Society                 | Edsel,UK                                                  | 1989          | 1966    | CD         |
| Collector's Item                            | The Great Society                 | Legacy Recordings/Sony BMG                                | 1990 ristampa | 1966    | CD         |
| Cheaper Thrills                             | Big Brother & the Holding Company | Get Back,Italy (6688)                                     | 1998          | 1966-67 | LP, CD     |
| Cheaper Thrills                             | Big Brother & the Holding Company | Acadia (8001)                                             | 2000          | 1966-67 | CD         |
| Collector's Item                            | The Great Society                 | Legacy Recordings/Sony BMG (B0000024X1)                   | 2008 ristampa | 1966    | CD         |
| Live at The Matrix 1967                     | The Doors                         | Rhino/WMG                                                 | 2008          | 1967    | CD         |
| Return to the Matrix 02/01/68               | Jefferson Airplane                | Collectors' Choice Music Live                             | 2010          | 1968    | CD         |
| Bootleg Series Volume 1: The Quine Tapes    | The Velvet Underground            | Polydor Records (314 589 067-2), Sundazed Music (VU 4002) | 2001, 2010    | 1969    | 3-CD, 6-LP |
| The Complete Matrix Tapes                   | The Velvet Underground            | Universal Music Enterprises (B0023 955-02)                | 2015          | 1969    | 4-CD       |